# NGC 5044
NGC 5044 é uma galáxia elíptica (E) localizada na direcção da constelação de Virgo. Possui uma declinação de -16° 23' 04" e uma ascensão recta de 13 horas, 15 minutos e 23,9 segundos.
A galáxia NGC 5044 foi descoberta em 31 de Dezembro de 1785 por William Herschel.